# Pagsanjan
Pagsanjan ist eine philippinische Stadtgemeinde in der Provinz Laguna, in der Verwaltungsregion IV, Calabarzon. Sie hat 42.164 Einwohner (Zensus 1. August 2015), die in 16 Barangays lebten. Sie wird als Gemeinde der dritten Einkommensklasse auf den Philippinen und als teilweise urbanisiert eingestuft.
Pagsanjans Nachbargemeinden sind Magdalena und Santa Cruz im Westen, Lumban im Norden, Cavinti im Süden. Die Topographie der Stadt ist gekennzeichnet durch Flachländer, sanfthügelige und gebirgige Landschaften. Im Osten der Gemeinde liegen die bekannten Pagsanjan-Wasserfälle.
Das Gebiet der Gemeinde war einst ein Stadtteil von Lumban. Im Jahre 1668 gründeten acht chinesische und japanische Kaufleute den Ort  Pagsanjan, strategisch günstig gelegen zwischen den Flüssen Balanac und Bumbungan, die in den Laguna de Bay fließen. Am 12. Dezember 1668 erhielt die Gemeinde die Stadtrechte verliehen.
1812 wurde in der Gemeinde Pedro Pelaez geboren, der als der Vater der Säkularisierungsbewegung innerhalb der Römisch-katholischen Kirche auf den Philippinen gilt.

## Baranggays
| - Anibong - Biñan - Buboy - Cabanbanan - Calusiche - Dingin - Lambac - Layugan | - Magdapio - Maulawin - Pinagsanjan - Barangay I (Pob.) - Barangay II (Pob.) - Sabang - Sampaloc - San Isidro |

## Söhne und Töchter der Gemeinde
- Pedro Pelaez (1812–1863), Priester und Mitbegründer der Säkularisierungsbewegung
- Gelia T. Castillo (1928–2017), Soziologin und Hochschullehrerin
- Ernesto Maceda (1935–2016), Politiker

## Weblink
- Informationen der Philippine Statistics Authority über Pagsanjan